# Xylorhiza pilosipennis
Xylorhiza pilosipennis är en skalbaggsart som beskrevs av Stefan von Breuning 1943. Xylorhiza pilosipennis ingår i släktet Xylorhiza och familjen långhorningar.
Artens utbredningsområde är Laos. Inga underarter finns listade i Catalogue of Life.